# Église Saint-Jean-Baptiste de Cazeaux
L'église Saint-Jean-Baptiste est une église catholique, située sur le territoire de la commune de Lannes, en France

## Localisation
L'église est située dans le département français de Lot-et-Garonne, au lieu-dit Cazeaux ou Cazaux, sur le territoire de la commune de Lannes.

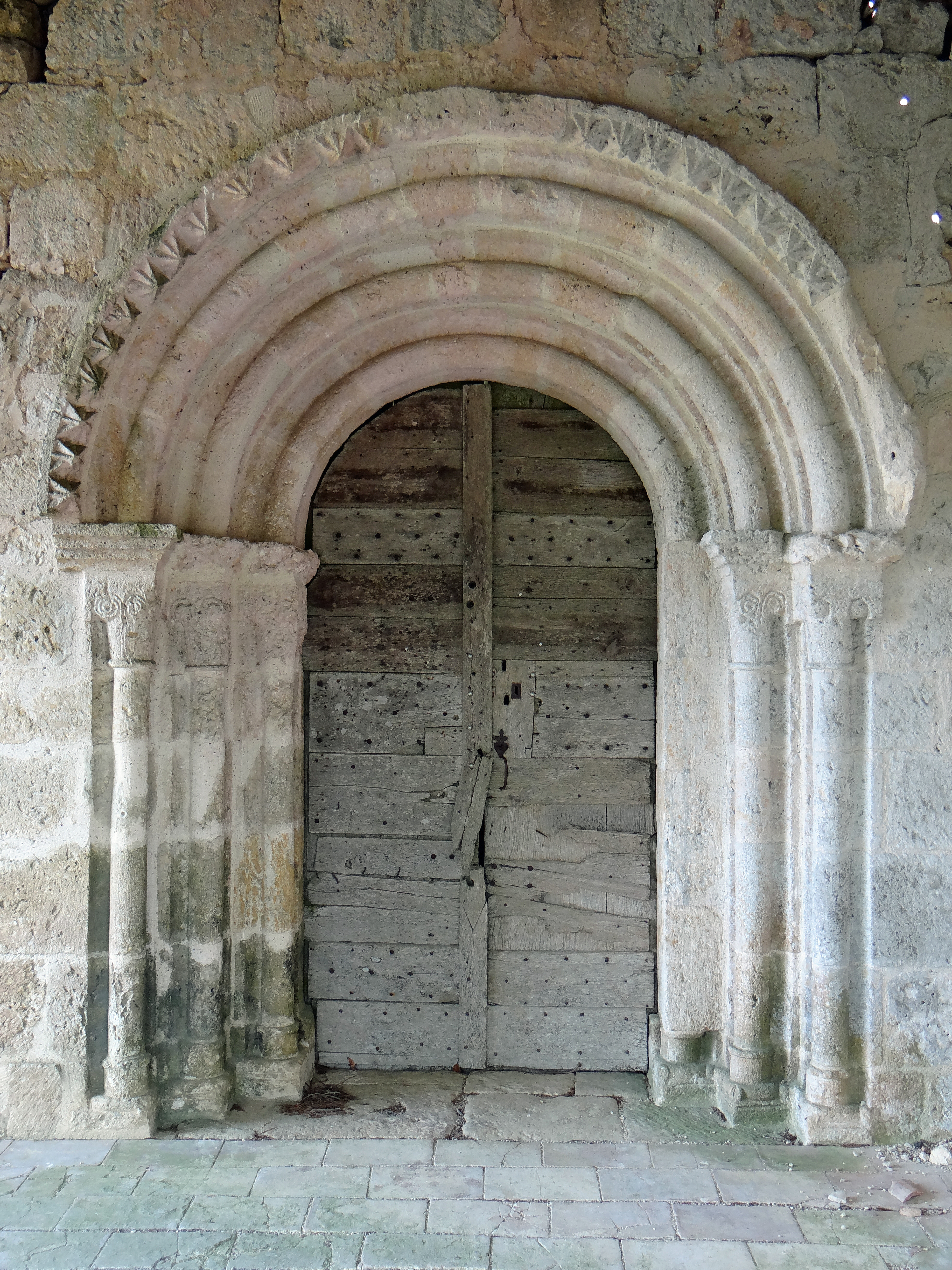
Portail sud

## Historique
C'est une église construite à la fin du XIIe siècle ou du début du XIIIe siècle dont il subsiste le portail sud et des colonnes à l'intérieur. Le reste de l'église date du XIVe siècle.
Une chapelle a été ajoutée en 1849, à côté du porche sud, pour recevoir les tombes de Joseph Deche d'Auzac et de sa famille.
Un bâtiment adossé au clocher-mur a été démoli dans la seconde moitié du XXe siècle.
L'église est inscrite au titre des monuments historiques le 22 février 1926,.